# Tołomusz Okiejew
Tołomusz Okiejewicz Okiejew, ros. Толому́ш Оке́евич Оке́ев, kirg. Төлөмүш Океевич Океев (ur. 11 września 1935 w Bokonbajewie, zm. 18 grudnia 2001 w Ankarze) – radziecki i kirgiski reżyser i scenarzysta filmowy. Laureat Srebrnego Niedźwiedzia za wybitne osiągnięcie artystyczne na 35. MFF w Berlinie za film Potomek białego lamparta (1985). 